# Cieza (Cantabrie)
Pour les articles homonymes, voir Cieza (homonymie).

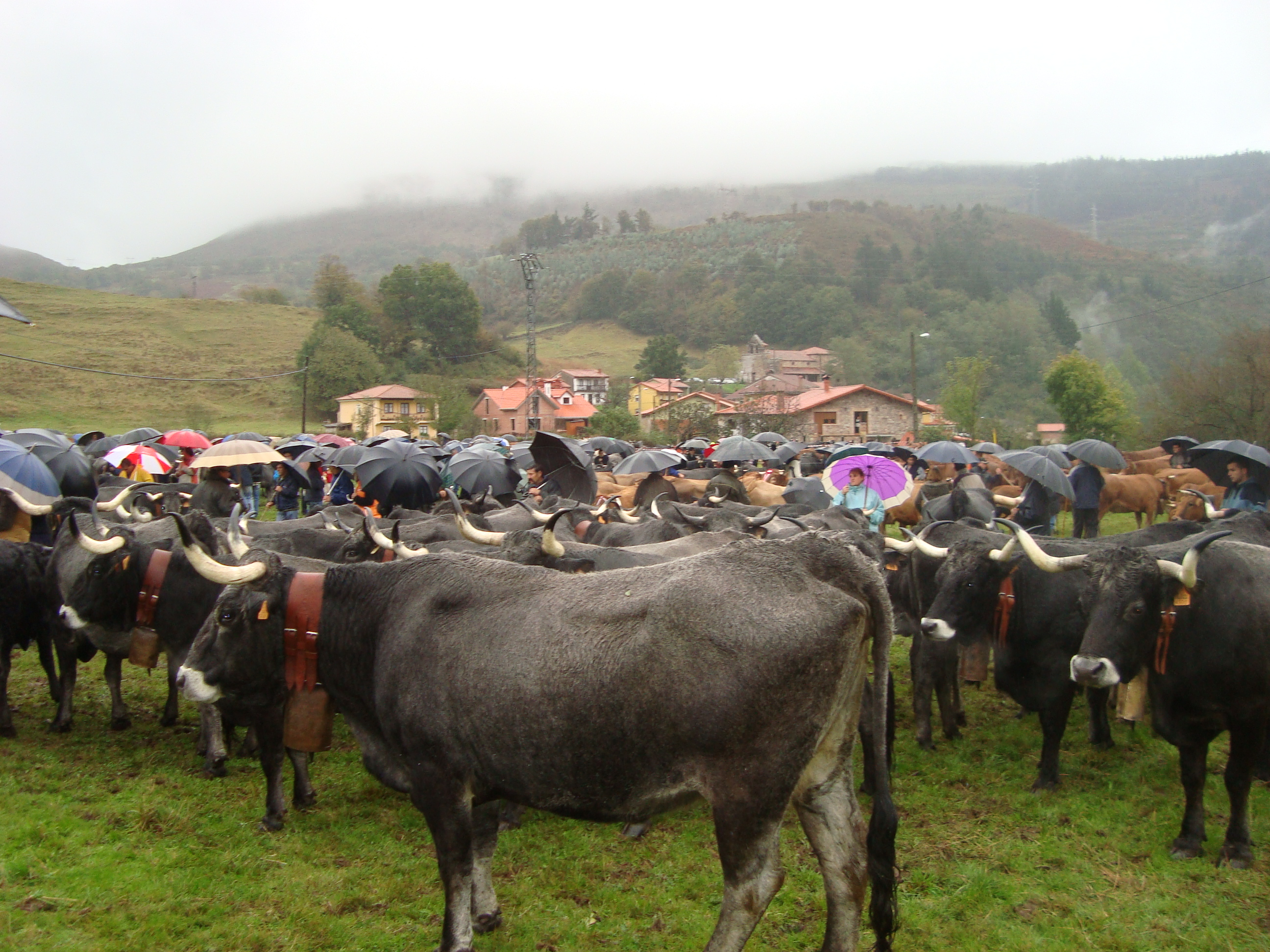
Foire aux bestiaux de Cieza spécialisée dans la race bovine Tudanca.

Cieza est une commune d'Espagne située dans la communauté autonome
de Cantabrie.